# Chantal Youdom
Pour les articles homonymes, voir Youdom.
Chantal Youdom est une réalisatrice, productrice, scénariste et régisseur camerounaise,.

## Biographie
Chantal Youdom est une réalisatrice, productrice, scénariste et régisseur camerounaise. 
Elle se fait connaître en 2011 par la série Au cœur de l'amour. Plus tard, elle produit Sweet dance en 2015 dans lequel Alain Bomo Bomo et Marie Stéphanie Adjonj sont les acteurs principaux, Rêve corrompu en 2017 avec pour casting principal Richard Essame et Marie Noelle Tucehe et Lost en 2020 en faisant jouer Deneuve Djobong, Lynn Penpen et Francis Tene.
En 2017, elle participe comme régisseuse dans la série Aïssa de Kodjo Houngbeme et Jean Roke Patoudem.

## Filmographie

### Régie
- 2017 : Aïssa

### Réalisation
- 2011 : Au cœur de l'amour
- 2015 : Sweet dance
- 2017 : Rêve corrompu
- 2020 : Lost

## Nominations et prix

### Nominations
- 2018⁣ : Écrans Noirs Catégorie Documentaire Afrique Centrale avec Rêve corrompu[5]